# 半平厝
半平厝，是臺灣臺中市南區的一個傳統地域名稱，位於該區西北部。相較於今日行政區，其範圍大致包括西川里、崇倫里不含南部凸出部分的部分地區、和平里最北端、順福里西南部邊界地帶的最北側，以及南屯區豐樂里東部的豐樂公園南側地帶。

## 歷史
台灣清治末期至日治初期，半平厝地區為一街庄，稱為「半平厝庄」，隸屬於藍興堡。該庄西北一小段與田心庄為界，北與後壠仔庄為鄰，東與公館庄、下橋仔頭庄為鄰，南邊為樹仔腳庄，西邊為蔴糍埔庄。
1901年（日治明治三十四年）11月，全台廢縣廳改設二十廳，該庄隸屬於臺中廳。1903年（明治三十六年）6月，該庄編入「樹仔腳區」，隸屬於臺中廳。1909年（明治四十二年）10月，合併二十廳為十二廳，該庄改編入「臺中區」，仍隸屬於臺中廳。1920年（大正九年），全台地方制度大改正，廢十二廳改設五州二廳，該庄改制為「半平厝」大字，隸屬於臺中州轄臺中市。
戰後本地區劃入南區，隸屬於臺灣省轄臺中市，大字改亦制為里。2010年12月，臺中縣市合併為直轄臺中市，南區隸屬不變。

## 聚落
本地區發展較早的聚落為半平厝，在日治期初期的官方地圖上已有記載。

## 交通
台鐵山線大致以東北東—西南西走向轉東北—西南走向經過半平厝地區南部。境內未設站，北側最近的是臺中車站，屬特等站，各級列車均有停靠；南側最近的是大慶車站，屬簡易站，僅停靠區間快車及區間車。由此等可前往台鐵沿線各站。
市道136號（南屯路一段）是臺中市龍井區至南投縣國姓鄉龜溝的道路，大致以西北西—東南東走向蜿蜒經過本地區北部邊界地帶。由該道路向西北西可前往南屯、國道1號南屯交流道、大肚東北部邊界地帶、龍井東部、沙鹿西南部、梧棲與龍井交界地帶並止於省道台17線路口，向東南東轉東可前往臺中市中心東南側、太平、國姓並止於省道台14線路口。

## 學校
- 崇倫國中

## 公園
- 半平厝公園